# Blast Culture
Albums de FFF
Free For Fever
Blast Culture est le premier album du groupe FFF. Enregistré à New York par le célèbre producteur Bill Laswell, il est paru sur le label Epic en 1991.
FFF ont d'abord enregistré une maquette qu'ils ont envoyé à plusieurs producteurs. Elle a attiré l'attention de Bill Laswell qui a accepté de produire l'album. L'enregistrement a lieu à New York dans les studios Greenpoint de Brooklyn et Platinium Island sur Broadway. De nombreux musiciens invités figurent sur cet album, notamment Gary "Mudbone" Cooper du groupe de Bootsy Collins, Mike G. et Afrika "Baby" Bam des Jungle Brothers, Timothius "Tee-Bone" David des Trouble Funk, ou Michael "Clip" Payne des P-Funk All Stars.
La plupart des textes sont en français et trois sont écrits en anglais. Krichou chante en créole sur le titre Manman Kriyé qu'il a coécrit avec Christophe Monthieux.
New Funk Generation, AC2N (Acid Rain),  Devil in me, et Marco sont extraits en single. George Clinton apparait dans la vidéo du premier, le clip du second est réalisé par le vidéaste français Mathieu Vadepied... Et le quatrième par Spike Lee.
Le groupe (sans Prof. Jah pinpin) juge que la production de l'album n'est pas aussi forte que la maquette initiale.
L'album s'est vendu à 80 000 exemplaires. Une édition limitée en double vinyle contient plusieurs inédits.

## Titres
| No  | Titre                                                     | Durée |
| --- | --------------------------------------------------------- | ----- |
| 1.  | New Funk Generation (M. Prince/M. Prince/F.F.F.)          | 3:21  |
| 2.  | Marco (M. Prince)                                         | 5:26  |
| 3.  | Devil In Me (M. Prince)                                   | 4:42  |
| 4.  | Tout pour Le Kifff (M. Prince/R. Squatt/F.F.F.)           | 5:34  |
| 5.  | La Complainte Du Plombier (M. Prince/M. Prince/F.F.F.)    | 3:53  |
| 6.  | Mama Krie (K. Monthieux/C. Monthieux/F.F.F./C. Monthieux) | 5:43  |
| 7.  | Doctor Love (M. Prince/M. Prince/F.F.F.)                  | 3:54  |
| 8.  | AC2N (Acid Rain) (M. Prince/M. Prince/F.F.F.)             | 4:40  |
| 9.  | Mama Fonck (M. Prince/N. Baby/F.F.F.)                     | 4:16  |
| 10. | Santa Klaus (M. Prince/M. Prince/F.F.F.)                  | 5:46  |
| 11. | Requiem pour un con (Serge Gainsbourg)                    | 3:59  |
| 12. | Kamarad (M. Prince/M. Prince/F.F.F.)                      | 6:10  |
| 13. | Trash A Muffin (M. Prince/F.F.F.)                         | 1:33  |

## Musiciens
F.F.F.
- Marco (Marco Prince) : chant, trombone
- Niktus (Nicolas Baby) : basses
- Yarol (Yarol Poupaud) : guitares
- Krichou (Krichou Monthieux) : batterie, percussions, chant sur Manman Kriyé
- Feel X (Philippe « Félix » Niel) : claviers
- Prof. Jah Pinpin (Philippe Herpin) : saxophone, clarinette

Invités
- Afrika "Baby" Bam : chant
- Mike G. : chant
- Gary "Mudbone" Cooper : chant
- Timothy "T-Bone" David : congas, bongos
- Aiyb Dieng : ghatam, cloches, congas
- Bill Laswell : basse